# Лебяжий лиман (Краснодарский край)
Лебя́жий лима́н — пойменный водоём в Брюховецком районе Краснодарского края России, в бассейне реки Бейсуг, в 5,5 км северо-западнее станицы Брюховецкая.
Лебяжий лиман — это степной пресноводный водоём, весьма удалённый от побережья Азовского моря. Он состоит из двух почти обособленных частей, общая площадь которых составляет около 23 км². Лиман возник в результате слияния Бейсуга с левым и правым притоками, которые носят название Бейсужёк Левый и Бейсужёк Правый. В период половодья лиман переполняется и через систему плавней, образовавшихся на месте прежнего течения Бейсуга, сбрасывает «лишнюю» воду через Бейсугское водохранилище в Бейсугский лиман.
На берегах лимана расположены: посёлки Лиманский и Раздольный, хутора Лебяжий Остров и Киновия.
Код ГВР — 06010000215608100000488.